# A. J. McClung

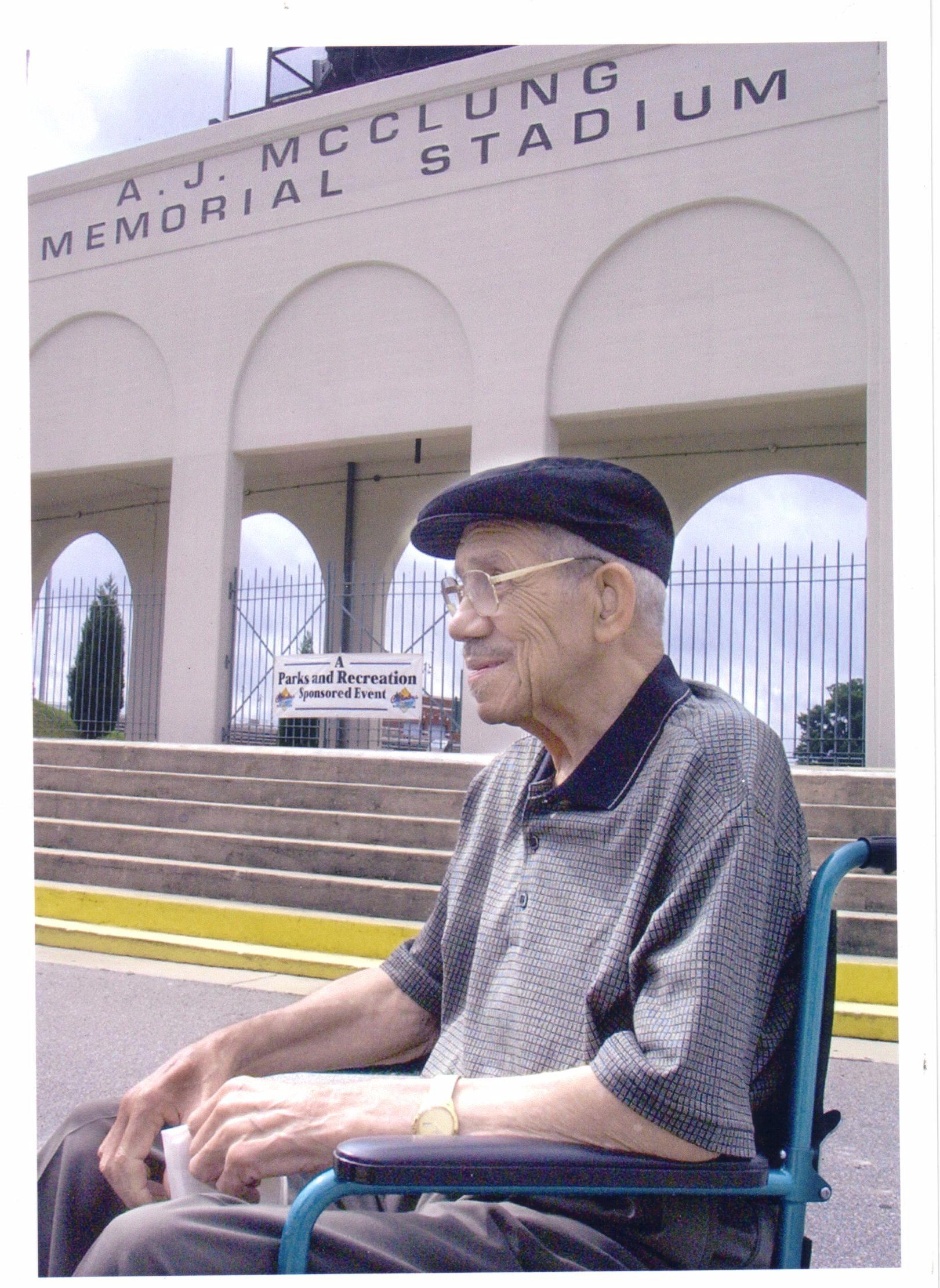
A. J. McClung in dem nach ihm benannten Sportstadion

Arthur Joseph „A. J.“ McClung (* 15. Januar 1912 in Birmingham, Alabama; † 17. November 2002) war ein US-amerikanischer Politiker. 1973 war er der erste afroamerikanische Bürgermeister einer größeren Stadt in den Südstaaten.

## Leben

### Ausbildung und Beruf
McClung wurde als zweitältestes Kind von Arthur Holman McClung und Claudia Robinson McClung geboren und wuchs mit einer älteren sowie einer jüngeren Schwester auf. Als sein Vater starb, brach McClung die High School ab, um die Familie zu unterstützen. Als seine Mutter dies herausfand, schickte sie ihn auf das Tuskegee Institute, wo er 1933 seinen Abschluss machte. Anschließend wurde er Sportlehrer an der Westfield High School in Birmingham.
In den 1940er Jahren erhielt er die Möglichkeit an der Columbia University in New York City eine Weiterbildung zu absolvieren um für die United Service Organizations (USO) zu arbeiteten. Die Rassentrennung zu dieser Zeit noch in den US-Streitkräften galt, sollte McClung Programmdirektor der USO für schwarze Truppenteile werden. Sein erster Einsatz als Programmdirektor brachten ihn und seine Familie nach Panama City, wo sie jedoch nur eine kurze Zeit blieben. 1943 ließ sich McClung mit seiner Familie in Columbus, Georgia nieder. Von 1943 bis 1954 war er weiterhin als Programmdirektor der United Service Organizations tätig erst für die in Fort Benning stationierten Truppen, dann zwei Jahre in Wichita Falls, Texas, wo er die auf der Sheppard Air Force Base stationierten Truppen in dieser Rolle betreute. Danach kehrte er mit seiner Familie nach Columbus zurück und war dort von 1954 bis 1978 Executive Director der YMCA, die zu dieser Zeit noch Ninth Street Branch hieß, Mitte der 1960er Jahre als Brookhaven Boulevard Branch YMCA eröffnet wurde und 1978 schließlich in A. J. McClung YMCA umbenannt wurde. 1979 wurde McClung Deputy Director der Columbus Urban League und bekleidete diesen Posten bis 1980.
McClung war verheiratet und hatte eine Tochter.

### Politische Karriere
1970 wurde McClung erstmals in den Stadtrat von Columbus gewählt. Als Columbus 1971 seine Stadtverwaltung auf ein consolidated government umstellte, übernahm McClung eine wichtige Rolle an der Umsetzung der neuen Charta der Stadt. Als der bisherige Bürgermeister J. R. Allen am 15. Februar 1973 bei einem Flugzeugabsturz ums Leben kam, übernahm McClung als Bürgermeister pro tempore die Amtsgeschäfte. Dieses Amt bekleidete er für insgesamt 52 ½ Tage. McClung war damit der erste afroamerikanische Bürgermeister einer größeren Stadt in den Südstaaten. Im April 1973 wurde er von dem Republikaner Bob D. Hydrick abgelöst, der in einer Nachwahl zum neuen Bürgermeister gewählt wurde.
McClung gehörte dem Stadtrat von Columbus bis 1998 an, als er in den Ruhestand ging. Das in Columbus gelegene Sportstadion A. J. McClung Memorial Stadium wurde 2002 nach ihm benannt. Um dies noch zu Lebzeiten des gesundheitlich angeschlagenen McClung zu können, ignorierte der Stadtrat das Gesetz, das verbot, ein öffentliches Gebäude nach einer lebenden Person zu nennen.